# Кабальеро, Хосе Агустин
Хосе Агустин Кабалье́ро-и-Родригес (исп. José Agustín Caballero у Rodríguez; 28 августа 1762, Гавана, Куба, Испанская империя — 6 апреля 1835, там же) — кубинский священник, теолог, философ, просветитель и публицист. Считается не только критиком схоластической философии, но и первым распространителем картезианских теорий на острове Куба.

## Биография
Родился в семье испанского военного. В 12-летнем возрасте начал обучение в семинарии (колехио, или колледже) Сан-Карлос и Сан-Амбросио в Гаване. Позже он поступил в колледж Сан-Херонимо (Гаванский университет), где получил степени бакалавра гуманитарных наук в 1781 году, бакалавра священного богословия (теологии) в 1787 году и доктора священного богословия в 1788 году. К 1781 году он посвятил себя священству. Профессор колледжа Сан-Карлос.
Известен как один из наиболее важных представителей креольского реформистского Просвещения рубежа XVIII—XIX веков — идеологического движения, начавшего реформу изучения философии на Кубе, вводя в свои уроки доктрины Локка и Кондильяка, а также различные аспекты современного естествознания, например, физику Исаака Ньютона. К тому же, оно было причастно к началу культурных и идеологических преобразований на острове.
Автор множества трудов, тематика которых варьировалась от социальных вопросов до литературной критики. Он также был переводчиком, переводя на испанский язык различные произведения на латыни, английском и французском языках. В 1790 году выступил основателем и первым редактором первой кубинской газеты «Papel Periódico de la Havana» («Папель периодико де ла Абана»), на страницах которой публиковались работы по экономике, культуре, образованию, науке, философии, этике и морали. Отвечал за идейную направленность газеты, получив от коллег прозвище «страж нравов». Также сотрудничал с «El Observador Habanero».
Знакомый с новейшими европейскими идеями, Кабальеро осуждал рабство и выступал за реформы. Был соучредителем Патриотического общества Гаваны (1793), членом Экономического общества друзей страны и главным автором «Конституционного проекта» (1811) из 60 статей о предоставлении Кубе автономии. В последнем документе нашли отражение передовые политические взгляды эпохи креольского Просвещения на Кубе.
Пытаясь взывать к благоразумию и указывая на уязвимое положение испанской короны в свете наполеоновского нашествия и войн за независимость латиноамериканских колоний, Кабальеро предлагал сохранить целостность испанских владений посредством перехода к конституционной монархии и децентрализации с созданием местного самоуправления (Провинциальных кортесов). Так, он призывал испанскую метрополию предоставить своим владениям в Новом Свете «право самим решать проблемы своей внутренней экономики, так как это право проистекает из неоднократных заявлений о равенстве между американскими и европейскими испанцами». Подготовленный им конституционный проект был направлен в виде наказа через кубинского депутата Андреса де Хауреги, но так и не был принят к рассмотрению.
Его интеллектуальная деятельность является частью борьбы за реформу среднего образования на Кубе и обеспечение бесплатного начального образования. Он был «учителем учителей» — среди его учеников выделяются такие ведущие педагоги страны, как Феликс Варела, Хосе Антонио Сако и его племянник Хосе де ла Лус-и-Кабальеро. Среди его наиболее известных работ: «Философия по выбору» (1944), «Рассуждение о физике» (1791), «Философский дискурс» (1798), «Идеи и философия на Кубе» (1970).
Умер 6 апреля 1835 года в семинарии Сан-Карлос в Гаване в возрасте 73 лет.

## Сочинения
- Obras, v. I—2. La Habana, 1944—56.